# Problem odwrotny

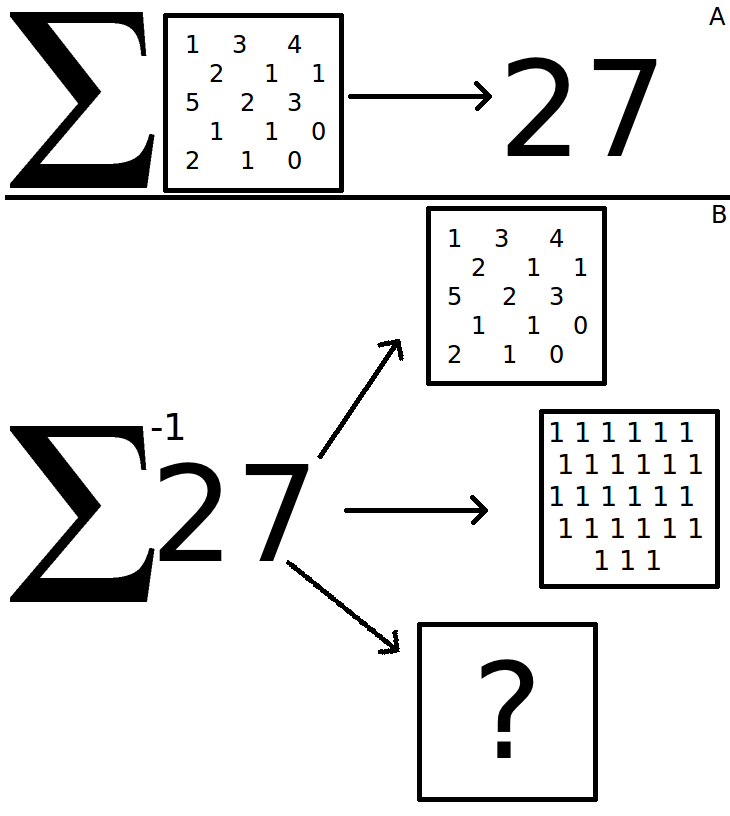
Załóżmy, że nasz model polega na sumowaniu wszystkich cyfr z pudła (A). Za pomocą zagadnienia odwrotnego staramy się z otrzymanego wyniku odtworzyć zawartość pudła (B). Pomyślność rozwiązania zależy od informacji jakie posiadamy na temat założeń dotyczących naszego modelu.

Problem odwrotny (zagadnienie odwrotne, ang. Inverse problem) – zadanie, które często występuje w różnych gałęziach nauki czy matematyki, gdzie niektóre parametry modelu muszą być wyznaczone na podstawie obserwowanych wartości.

## Zapis formalny
Załóżmy, że wybrane zjawisko można opisać za pomocą zależności:
{\displaystyle \mathbf {Y} =\mathbf {H} (\mathbf {X} ,\mathbf {P} ,\mathbf {C} )}
gdzie {\displaystyle \mathbf {Y} =\{y_{1},y_{2},\dots ,y_{m}\}} to wektor danych wyjściowych z systemu (np. zmierzona temperatura obiektu); {\displaystyle \mathbf {X} =\{x_{1},x_{2},\dots ,x_{n}\}} to wektor danych wejściowych oznaczający przyczyny zewnętrzne (np. przyłożona siła); {\displaystyle \mathbf {P} =\{p_{1},p_{2},\dots ,p_{r}\}} oznacza właściwości samego systemu (np. stałe materiałowe); {\displaystyle \mathbf {C} =\{c_{1},c_{2},\dots ,c_{k}\}} oznacza warunki brzegowe; {\displaystyle \mathbf {H} } to system (funkcja, macierz) opisujący zjawisko. Jeśli na podstawie znanych parametrów {\displaystyle \mathbf {X} ,\mathbf {P} ,\mathbf {C} } wyznaczana jest wartość {\displaystyle \mathbf {Y} ,} to mamy do czynienia z zagadnieniem wprost. W przypadku gdy na podstawie znajomości wektora {\displaystyle \mathbf {Y} } i wybranych parametrów spośród {\displaystyle \mathbf {X} ,\mathbf {P} ,\mathbf {C} } mamy wyznaczyć brakujące wielkości opisujące zjawisko mówimy o problemie odwrotnym. Możliwa jest również sytuacja w której np. posiadamy niepełną informację na temat wektorów {\displaystyle \mathbf {Y} } i {\displaystyle \mathbf {X} ,} wtedy zadanie mające na celu wyznaczyć brakujące wartości nazywamy problemem mieszanym.

## Prosty przykład
Odnosząc rozumowanie do ilustracji obok załóżmy, że nasz model polega na zsumowaniu wszystkich cyfr z pudła (część A rysunku). Zagadnienie odwrotne mogłoby polegać na wyznaczeniu na podstawie obserwowanego wyniku 27 zawartości pudła (część B rysunku). W zależności od dodatkowych informacji o naszym modelu możemy uzyskać rzeczywiste rozwiązanie bądź nie. Mówimy wtedy, że problem jest dobrze bądź źle postawiony.

## Typy problemów źle postawionych
W praktyce zagadnienia odwrotne są często problemami źle postawionymi i do ich rozwiązania wykorzystuje się np. metody regularyzacyjne. Wybór techniki rozwiązania zależy od rodzaju zagadnienia. Zwyczajowo wyróżnia się 3 następujące typy zagadnień odwrotnych źle postawionych:
- typ I – gdy liczba niewiadomych jest większa niż liczba danych wejściowych,
- typ II – gdy poszukiwane parametry modelu są niewrażliwe na dane wejściowe,
- typ III – gdy zmierzone dane wejściowe obarczone błędem pomiarowym poddawane są działaniu operatora różniczkowego.

## Przykłady zastosowań
Praktycznym wykorzystaniem problemu odwrotnego jest np. algorytm rekonstrukcji obrazu w tomografii komputerowej, wyznaczanie prądów morskich, zastosowanie w badaniach nieniszczących czy wyznaczanie źródeł bioelektrycznych elektrokardiografii i elektroencefalografii.